# HD 34445 b
HD 34445 b é um planeta extrassolar que orbita a estrela de classe G HD 34445. Foi descoberto em 2004 pelo método da velocidade radial. É um gigante gasoso com uma massa mínima de 0,79 vezes a massa de Júpiter. Orbita a estrela a uma distância média de 2,07 UA (2,07 vezes a distância entre a Terra e o Sol) com um período orbital de 1 049 dias.